# Okręg Rambouillet
Okręg Rambouillet (fr. Arrondissement de Rambouillet) – okręg w północnej Francji. Populacja wynosi 214 tysięcy.

## Podział administracyjny
W skład okręgu wchodzą następujące kantony:
- Chevreuse,
- Maurepas,
- Montfort-l'Amaury,
- Rambouillet,
- Saint-Arnoult-en-Yvelines.